# Wadi Ruqqad
El río Ruqqad (وادي الرقاد wādī ar-Ruqqad) es un wadi que fluye al suroeste de Siria, y de facto también al noreste Israel. Es uno de los principales afluentes del río Yarmuk, y conforma la frontera oriental topográfica de los Altos del Golán. Marca la frontera sur de la parte anexionada por Israel de la provincia siria de Quneitra.
La Batalla de Yarmuk entre bizantinos y árabes tuvo lugar en el año 636 en un área cercana a wadi ar-Raqqad a su cruce con el Yarmuk Río.

## Terminología
El nombre está escrito como Wadi ar-Raqqad, al Raqqad, Ruqqad o Ruqqād en combinaciones diferentes. La palabra está derivada de la raíz {RQD} y significa algo así como falta de dormir o caído abajo.